# Heather Vandeven
Heather Vandeven (Hollywood, 6 september 1981) is een Amerikaans model en actrice.

## Biografie
Vandeven verscheen in januari 2006 in Penthouse. In 2007 werd ze verkozen tot Pet van het jaar voor dit magazine. In hetzelfde jaar was ze te zien in On the Lot, een realityshow geproduceerd door Steven Spielberg en Mark Burnett. Ook in 2007 verscheen ze in de kortfilm Army Guy. In 2008 speelde ze in de film College. Tussen 2009 en 2011 had ze een hoofdrol in de serie Life on Top.

## Filmografie
- Glamour Solos 2 (2013)
- Pleasure Spa (2013); tv-film
- Private Collection: Book One (2012)
- Glamour Solos (2012)
- Fantasy Girls Glamour Solos (2011)
- Busty Coeds vs. Lusty Cheerleaders (2011); tv-film
- Twisty Treats 1 (2010)
- Housewives from Another World (2010)
- Girlfriends 2 (2010)
- Bikini Jones and the Temple of Eros (2010); tv-film
- Life on Top (2009-2011), tv-serie
- Deep in the Valley (2009); reguliere film
- College (2008); reguliere film
- PJ Party Secrets (2008)
- Ninja Cheerleaders (2008); reguliere film
- Hot Models in Bondage! (2008)
- Thrilling Chloro Conflicts! (2008)
- A Capella (2007)
- Aperture (2006)
- Fem: L'Amour (2006)
- In Deep (2006)
- Sacred Sin (2006)